# Basento
A Basento egy olaszországi folyó. A Lukániai-Appenninekből ered, a Monte Arioso (1722 m lejtőiről). Átszeli Basilicata régiót és az ókori Metapontum városának romjai mellett a Tarantói-öbölbe torkollik. Jelentősebb mellékfolyója a Camastra, amelyen egy víztározót létesítettek Potenza városának vízellátása céljából.